# Chotěbudice
Obec Chotěbudice (německy Drei Eichen) se nachází v okrese Třebíč v kraji Vysočina. Leží asi 5 km severně od Jemnice a 10 km východně od Dačic. Žije zde 106 obyvatel.
Sousedními obcemi sídla jsou Lomy, Budíškovice a Jemnice.

## Název
Dřívější zápisy názvy vsi byly Chotyebudycz, Choczebudicz, Chocziebudycz, Chotěbudiczie, lidově i Choťabudice. Na vesnici bylo přeneseno původní pojmenování jejích obyvatel, které znělo Chotěbudici a bylo odvozeno od osobního jména Chotěbud. Význam místního jména byl "Chotěbudovi lidé". V novověku se do písemných pramenů ojediněle dostalo německé pojmenování Drei Eichen ("Tři duby"), ale jinak se v němčině používala jen mírná obměna českého jména.

## Geografie
Chotěbudicemi prochází ze severu na jih silnice II/410 z Budče do Jemnice, ze západu na východ pak silnice z Budíškovic, pak kolem Chotěbudického mlýna a do Lomů. Na okraji východní výspy území obce prochází po hranici cyklostezka Jihlava–Třebíč–Raabs. Severně a západně od zastavěného území obce se nachází užitkové silnice mezi poli. Těsně za západní hranicí území obce se nachází Letiště Budíškovice. 
Téměř celé území obce je zemědělsky využíváno, zalesněná je pouze část jihozápadně od zastavěného území obce v okolí vrcholu Kukáč, izolovaný lesní porost na severovýchodním okraji území obce a východní okraj území na svahu údolí řeky Želetavky a dvou jejich přítoků pod vrcholem Schořina.
Severozápadně od Vesců pramení Strážovský potok, který následně protéká východně územím obce a na jeho toku leží nepojmenovaný rybník, následně se vlévá do Želetavky. Želetavka tvoří část severní, východní a jižní hranice území obce, teče poměrně hlubokým údolím a z výspy území jihovýchodně od centrální části se do Želetavky vlévá nepojmenovaný potok, podobně i dále po toku se do Želetavky vlévají nepojmenované potoky. Na jihozápadním okraji území obce pramení dva nepojmenované potoky, které se těsně za hranicí území obce vlévají do Budíškovického potoka. 
Téměř celé území obce je mírně kopcovité, jižně od zastavěného území obce se nachází vrchol Kukáč (538 m), východně mezi výspou území a hlavní částí území se nachází mimo území obce vrchol Schořina (526 m). Na východním okraji území se nachází údolí Želetavky, to dosahuje nadmořské výšky cca 450 metrů nad mořem, zbytek území obce dosahuje 500–525 metrů nad mořem.
Zastavěné území obce se nachází téměř uprostřed území obce, mírně blíže k západnímu okraji území obce. Východně od zastavěného území obce se při silnici nachází Chotěbudický mlýn. Těsně za severní hranicí území obce se nachází Lomský mlýn a na těsně za jižní hranicí území obce se nachází Koberův mlýn.

## Historie
V okolí obce byly nalezeny nástroje z mladší doby kamenné. První písemná zmínka o obci pochází z roku 1351. Nicméně již před tím rokem vesnice patřila Mikulášovi a Otíkovi z Černína, ti ale v roce 1351 darovali část vsi, která jim patřila Václavovi z Vranína. Část vesnice patřila také Dětřichovi a Smilovi z Knínic, ti ale svůj majetek na Chotěbudicích v roce 1365 prodali Hodislavovi z Malešovic. Další část vesnice v tu dobu patřila markrabětům moravským, kteří však majetek zastavili Ofce z Jemnice, později byla zástava vyplacena a majetek se tak vrátil Joštovi Moravskému, který v roce 1410 prodal Chotěbudice a Hrádek (pozdější Červený Hrádek) Petrovi Šturmovi z Kamenice. V 16. století byl Hrádek a další majetky prodány Zahrádeckým na Hobzí a v roce 1585 pak vesnici získala Alžběta Višňovská z Petrovice a tak se Chotěbudice staly součástí budíškovického panství. Tam spadaly až do roku 1849. U řeky Želetavky byl v roce 1665 postaven mlýn. V roce 1781 byla vesnice přifařena k Horní Slatině a tamní farář nechal zřídit v Chotěbudicích kolem roku 1783 školu, roku 1880 pak byla postavena nová školní budova. V letech 1801 a 1877 proběhly v obci velké požáry. V roce 1897 byla do obce přivedena silnice z Jemnice do Budče.
Do roku 1849 patřily Chotěbudice do budíškovického panství, od roku 1850 patřily do okresu Dačice, pak od roku 1940 do roku 1945 do okresu Telč, následně mezi lety 1945 a 1960 do okresu Dačice a od roku 1960 do okresu Třebíč. Mezi lety 1980 a 1990 patřily Chotěbudice pod Jemnici, následně se obec osamostatnila.
| Rok            | 1869 | 1880 | 1890 | 1900 | 1910 | 1921 | 1930 | 1950 | 1961 | 1970 | 1980 | 1991 | 2001 | 2011 | 2021 |
| -------------- | ---- | ---- | ---- | ---- | ---- | ---- | ---- | ---- | ---- | ---- | ---- | ---- | ---- | ---- | ---- |
| Počet obyvatel | 298  | 298  | 282  | 295  | 316  | 299  | 270  | 227  | 177  | 167  | 145  | 114  | 112  | 112  | 101  |
| Počet domů     | 48   | 52   | 52   | 52   | 54   | 54   | 54   | 56   | 49   | 48   | 43   | 52   | 53   | 52   | 51   |

## Politika

### Volby do Poslanecké sněmovny
|       | 2006              | 2010              | 2013              | 2017              | 2021                  |
| ----- | ----------------- | ----------------- | ----------------- | ----------------- | --------------------- |
| 1.    | ČSSD (32,6 %)     | KDU-ČSL (27,08 %) | KDU-ČSL (22,91 %) | KDU-ČSL (26,53 %) | SPOLU (34,54 %)       |
| 2.    | KDU-ČSL (32,6 %)  | ČSSD (18,75 %)    | ČSSD (18,75 %)    | ANO (20,4 %)      | ANO (29,09 %)         |
| 3.    | ODS (23,91 %)     | ODS (16,66 %)     | TOP 09 (14,58 %)  | ČSSD (14,28 %)    | Piráti+STAN (14,54 %) |
| účast | 55,42 % (46 z 83) | 58,54 % (48 z 82) | 57,14 % (48 z 84) | 55,68 % (49 z 88) | 63,95 % (55 z 86)     |

### Volby do krajského zastupitelstva
|      | 1.                 | 2.                | 3.                       | účast             |
| ---- | ------------------ | ----------------- | ------------------------ | ----------------- |
| 2000 | 4KOALICE (40,62 %) | SV (15,62 %)      | KSČM (15,62 %)           | 40,69 % (35 z 86) |
| 2004 | KDU-ČSL (37,5 %)   | ODS (25 %)        | KSČM (25 %)              | 27,58 % (24 z 87) |
| 2008 | ČSSD (36,58 %)     | KDU-ČSL (21,95 %) | ODS (14,63 %)            | 48,81 % (41 z 84) |
| 2012 | KDU-ČSL (37,14 %)  | KSČM (14,28 %)    | ČSSD (14,28 %)           | 42,86 % (36 z 84) |
| 2016 | ČSSD (21,21 %)     | KDU-ČSL (21,21 %) | STO (18,18 %)            | 37,93 % (33 z 87) |
| 2020 | KDU-ČSL (23,25 %)  | ANO (23,25 %)     | Piráti (13,95 %)         | 48,86 % (43 z 88) |
| 2024 | ANO (34,61 %)      | KDU-ČSL (15,38 %) | ODS+TOP 09+STO (11,53 %) | 30,23 % (26 z 86) |

### Prezidentské volby
V prvním kole prezidentských voleb v roce 2013 první místo obsadil Miloš Zeman (14 hlasů), druhé místo obsadil Zuzana Roithová (9 hlasů) a třetí místo obsadil Jiří Dienstbier (9 hlasů). Volební účast byla 61,90 %, tj. 52 ze 84 oprávněných voličů. V druhém kole prezidentských voleb v roce 2013 první místo obsadil Miloš Zeman (33 hlasů) a druhé místo obsadil Karel Schwarzenberg (19 hlasů). Volební účast byla 62,65 %, tj. 52 ze 83 oprávněných voličů.
V prvním kole prezidentských voleb v roce 2018 první místo obsadil Miloš Zeman (27 hlasů), druhé místo obsadil Jiří Drahoš (14 hlasů) a třetí místo obsadil Pavel Fischer (5 hlasů). Volební účast byla 66,67 %, tj. 58 ze 87 oprávněných voličů. V druhém kole prezidentských voleb v roce 2018 první místo obsadil Miloš Zeman (36 hlasů) a druhé místo obsadil Jiří Drahoš (23 hlasů). Volební účast byla 69,41 %, tj. 59 ze 85 oprávněných voličů.
V prvním kole prezidentských voleb v roce 2023 první místo obsadil Andrej Babiš (24 hlasů), druhé místo obsadil Petr Pavel (22 hlasů) a třetí místo obsadil Pavel Fischer (8 hlasů). Volební účast byla 80,23 %, tj. 69 ze 86 oprávněných voličů. V druhém kole prezidentských voleb v roce 2023 první místo obsadil Petr Pavel (34 hlasů) a druhé místo obsadil Andrej Babiš (29 hlasů). Volební účast byla 72,41 %, tj. 63 ze 87 oprávněných voličů.

## Pamětihodnosti
- Kaple svatého Václava (původně postavena roku 1777 jako dřevěná, v roce 1808 byla původní kaple zbořena a postavena zděná)[5]
- Pomník padlým občanům v první světové válce z roku 1934, autorem je Jaroslav Šlezinger[28]